# Campionati del mondo di canottaggio 2010
I Campionati del mondo di canottaggio 2010 si sono disputati tra il 29 ottobre e il 7 novembre 2010 sul Lago Karapiro, vicino a Cambridge in Nuova Zelanda.

## Medagliere

### Maschile & femminile
| Posizione | Paese         | Oro | Argento | Bronzo | Totale |
| --------- | ------------- | --- | ------- | ------ | ------ |
| 1         | Germania      | 5   | 1       | 2      | 8      |
| 2         | Gran Bretagna | 4   | 4       | 1      | 9      |
| 3         | Nuova Zelanda | 3   | 3       | 3      | 9      |
| 4         | Francia       | 2   | 2       | 1      | 5      |
| 5         | Australia     | 1   | 4       | 2      | 7      |
| 6         | Italia        | 1   | 3       | 2      | 6      |
| 7         | Stati Uniti   | 1   | 1       | 2      | 4      |
| 8         | Canada        | 1   | 1       | 1      | 3      |
| 9         | Croazia       | 1   | 0       | 0      | 1      |
| 9         | Rep. Ceca     | 1   | 0       | 0      | 1      |
| 9         | Paesi Bassi   | 1   | 0       | 0      | 1      |
| 9         | Svezia        | 1   | 0       | 0      | 1      |
| 13        | Grecia        | 0   | 1       | 2      | 3      |
| 14        | Bielorussia   | 0   | 1       | 0      | 1      |
| 14        | Slovacchia    | 0   | 1       | 0      | 1      |
| 14        | Ucraina       | 0   | 1       | 0      | 1      |
| 17        | Cina          | 0   | 0       | 2      | 2      |
| 18        | Danimarca     | 0   | 0       | 1      | 1      |
| 18        | Ungheria      | 0   | 0       | 1      | 1      |
| 18        | Polonia       | 0   | 0       | 1      | 1      |
| 18        | Romania       | 0   | 0       | 1      | 1      |
| Totale    | Totale        | 22  | 22      | 22     | 66     |

### Gare paralimpiche
| Posizione | Paese         | Oro | Argento | Bronzo | Totale |
| --------- | ------------- | --- | ------- | ------ | ------ |
| 1         | Francia       | 1   | 1       | 0      | 2      |
| 1         | Gran Bretagna | 1   | 1       | 0      | 2      |
| 1         | Ucraina       | 1   | 1       | 0      | 1      |
| 4         | Canada        | 1   | 0       | 0      | 1      |
| 4         | Hong Kong     | 1   | 0       | 0      | 1      |
| 6         | Brasile       | 0   | 1       | 0      | 1      |
| 6         | Italia        | 0   | 1       | 0      | 1      |
| 8         | Australia     | 0   | 0       | 1      | 1      |
| 8         | Germania      | 0   | 0       | 1      | 1      |
| 8         | Nuova Zelanda | 0   | 0       | 1      | 1      |
| 8         | Portogallo    | 0   | 0       | 1      | 1      |
| 8         | Russia        | 0   | 0       | 1      | 1      |
| Totale    | Totale        | 5   | 5       | 5      | 15     |

## Podi
| Evento            | Oro | Perform. | Argento | Perform. | Bronzo | Perform. |
| Gare maschili     | |          | |          | |          |
| M1x               | Rep. Ceca Ondřej Synek | 6:47.49  | Nuova Zelanda Mahé Drysdale | 6:49.42  | Gran Bretagna Alan Campbell | 6:49.83  |
| M2x               | Nuova Zelanda Nathan Cohen (b) Joseph Sullivan (s) | 6:22.63  | Gran Bretagna Matthew Wells (b) Marcus Bateman (s) | 6:24.21  | Francia Cédric Berrest (b) Julien Bahain (s) | 6:28.54  |
| M4x               | Croazia David Šain (b) Martin Sinković (2) Damir Martin (3) Valent Sinković (s) | 6:15.78  | Italia Luca Agamennoni (b) Simone Venier (2) Matteo Stefanini (3) Simone Raineri (s) | 6:17.04  | Australia Karsten Forsterling (b) David Crawshay (2) James McRae (3) Daniel Noonan (s) | 6:18.93  |
| M2+               | Australia Christopher Morgan (b) Dominic Grimm (s) David Webster (c) | 7:03.32  | Italia Paolo Perino (b) Pierpaolo Frattini (s) Andrea Lenzi (c) | 7:04.38  | Germania Maximilian Munski (b) Filip Adamski (s) Albert Kowert (c) | 7:06.20  |
| M2-               | Nuova Zelanda Eric Murray (b) Hamish Bond (s) | 6:30.16  | Gran Bretagna Peter Reed (b) Andrew Triggs Hodge (s) | 6:30.48  | Grecia Georgios Tziallas (b) Ioannis Christou (s) | 6:36.00  |
| M4-               | Francia Jean-Baptiste Macquet (b) Germain Chardin (2) Julien Desprès (3) Dorian Mortelette (s)                                                                                        | 6:45.38  | Grecia Stergios Papachristos (b) Ioannis Tsilis (2) Nikolaos Gkountoulas (3) Apostolos Gkountoulas (s)                                                                                      | 6:47.15  | Nuova Zelanda Jade Uru (b) Simon Watson (2) Hamish Burson (3) David Eade (s) | 6:48.38  |
| M8+               | Germania Gregor Hauffe (b) Maximilian Reinelt (2) Kristof Wilke (3) Florian Mennigen (4) Richard Schmidt (5) Lukas Müller (6) Toni Seifert (7) Sebastian Schmidt (s) Martin Sauer (c) | 5:33.84  | Gran Bretagna Tom Broadway (b) James Clarke (2) Cameron Nichol (3) James Foad (4) Mohamed Sbihi (5) Gregory Searle (6) Tom Ransley (7) Daniel Ritchie (s) Phelan Hill (c)                   | 5:34.46  | Australia William Lockwood (b) Matthew Ryan (2) Francis Hegerty (3) Cameron McKenzie-McHarg (4) James Marburg (5) Samuel Loch (6) Nicholas Purnell (7) Joshua Dunkley-Smith (s) Toby Lister (c) | 5:35.96  |
| LM1x              | Italia Marcello Miani | 7:05.82  | Slovacchia Lukas Babac | 7:08.19  | Ungheria Peter Galambos | 7:09.86  |
| LM2x              | Gran Bretagna Zac Purchase (b) Mark Hunter (s) | 7:13.47  | Italia Lorenzo Bertini (b) Elia Luini (s) | 7:15.88  | Nuova Zelanda Storm Uru (b) Peter Taylor (s) | 7:18.31  |
| LM4x              | Germania Jonathan Koch (b) Lars Wichert (2) Linus Lichtschlag (3) Lars Hartig (s) | 6:11.44  | Francia Alexandre Pilat (b) Pierre-Etienne Pollez (2) Stany Delayre (3) Frédéric Dufour (s)                                                                                                 | 6:14.02  | Danimarca Steffen Jensen (b) Martin Batenburg (2) Christian Nielsen (3) Hans Christian Soerensen (s)                                                                                            | 6:14.94  |
| LM2-              | Francia Fabien Tilliet (b) Jean-Christophe Bette (s) | 7:18.92  | Nuova Zelanda Graham Oberlin-Brown (b) James Lassche (s) | 7:21.29  | Canada Matt Jensen (b) Rares Crisan (s) | 7:23.79  |
| LM4-              | Gran Bretagna Richard Chambers (b) Paul Mattick (2) Rob Williams (3) Chris Bartley (s)                                                                                                | 6:10.71  | Australia Anthony Edwards (b) Samuel Beltz (2) Blair Tunevitsch (3) Todd Skipworth (s) | 6:10.78  | Cina Li Lei (b) Yu Chenggang (2) Huang Zhe (3) Li Zhongwei (s) | 6:10.79  |
| LM8+              | Germania Daniel Wisgott (b) Robby Gerhardt (2) Jan Lueke (3) Lars Wichert (4) Jochen Kuehner (5) Bastian Seibt (6) Jost Schoemann-Finck (7) Martin Kuehner (s) Albert Kowert (c)      | 5:48.61  | Australia Ross Brown (b) Angus Tyers (2) Blair Tunevitsch (3) Alister Foot (4) Nicholas Baker (5) Darryn Purcell (6) Thomas Bertrand (7) Perry Ward (s) David Webster (c)                   | 5:50.27  | Italia Luigi Scala (b) Davide Riccardi (2) Luca De Maria (3) Armando Dell'Aquila (4) Matteo Pinca (5) Gennaro Gallo (6) Livio La Padula (7) Bruno Mascarenhas (s) Vincenzo Di Palma (c)         | 5:52.24  |
| Gare femminili    | |          | |          | |          |
| W1x               | Svezia Frida Svensson | 7:47.61  | Bielorussia Ekaterina Karsten-Khodotovitch | 7:47.79  | Nuova Zelanda Emma Twigg | 7:49.64  |
| W2x               | Gran Bretagna Anna Watkins (b) Katherine Grainger (s) | 7:04.70  | Australia Kerry Hore (b) Kim Crow (s) | 7:10.08  | Polonia Magdalena Fularczyk (b) Julia Michalska (s) | 7:14.40  |
| W4x               | Gran Bretagna Debbie Flood (b) Beth Rodford (2) Frances Houghton (3) Annabel Vernon (s)                                                                                               | 7:12.78  | Ucraina Kateryna Tarasenko (b) Olena Buryak (2) Anastasiia Kozhenkova (3) Yana Dementieva (s)                                                                                               | 7:14.95  | Germania Britta Oppelt (b) Carina Baer (2) Tina Manker (3) Julia Richter (s) | 7:15.26  |
| W2-               | Nuova Zelanda Juliette Haigh (b) Rebecca Scown (s) | 7:17.12  | Gran Bretagna Helen Glover (b) Heather Stanning (s) | 7:20.24  | Stati Uniti Zsuzsanna Francia (b) Erin Cafaro (s) | 7:22.46  |
| W4-               | Paesi Bassi Chantal Achterberg (b) Nienke Kingma (2) Carline Bouw (3) Femke Dekker (s)                                                                                                | 7:21.09  | Australia Sarah Heard (b) Sarah Cook (2) Pauline Frasca (3) Kate Hornsey (s) | 7:23.99  | Stati Uniti Mara Allen (b) Grace Luczak (2) Adrienne Martelli (3) Alison Cox (s) | 7:24.56  |
| W8+               | Stati Uniti Anna Goodale (b) Amanda Polk (2) Jamie Redman (3) Taylor Ritzel (4) Esther Lofgren (5) Eleanor Logan (6) Meghan Musnicki (7) Katherine Glessner (s) Mary Whipple (c)      | 6:12.42  | Canada Emma Darling (b) Cristy Nurse (2) Janine Hanson (3) Rachelle De Jong (4) Krista Guloien (5) Ashley Brzozowicz (6) Darcy Marquardt (7) Andréanne Morin (s) Lesley Thompson-Willie (c) | 6:16.12  | Romania Roxana Cogianu (b) Ionela Zaharia (2) Maria Diana Bursuc (3) Ioana Craciun (4) Adelina Cojocariu (5) Nicoleta Albu (6) Camelia Lupascu (7) Eniko Mironcic (s) Teodora Stoica (c)        | 6:18.96  |
| LW1x              | Germania Marie-Louise Draeger | 7:43.45  | Nuova Zelanda Louise Ayling | 7:48.48  | Italia Laura Milani | 7:49.04  |
| LW2x              | Canada Lindsay Jennerich (b) Tracy Cameron (s) | 8:06.20  | Germania Daniela Reimer (b) Anja Noske (s) | 8:07.33  | Grecia Christina Giazitzidou (b) Alexandra Tsiavou (s) | 8:09.14  |
| LW4x              | Germania Lena Mueller (b) Daniela Reimer (2) Anja Noske (3) Marie-Louise Draeger (s)                                                                                                  | 6:44.94  | Stati Uniti Victoria Burke (b) Kristin Hedstrom (2) Ursula Grobler (3) Abelyn Broughton (s)                                                                                                 | 6:47.99  | Cina Yan Shimin (b) Wang Xinnan (2) Liu Jing (3) Liu Tingting (s) | 6:49.50  |
| Gare per disabili | |          | |          | |          |
| ASM1x             | Gran Bretagna Tom Aggar | 5:19.36  | Ucraina Andrii Kryvchun | 5:32.67  | Nuova Zelanda Daniel McBride | 5:33.39  |
| ASW1x             | Francia Nathalie Benoit | 6:43.18  | Brasile Claudia Santos | 6:47.60  | Portogallo Filomena Franco | 7:37.46  |
| TAMx2x            | Ucraina Dmytro Ivanov Iryna Kyrychenko | 4:24.71  | Francia Stephane Tardieu Perle Bouge | 4:28.05  | Australia Grant Bailey Kathryn Ross | 4:28.16  |
| IDMx4+            | Hong Kong Liu Wang Sin Lam King Shan Szeto Tung Chun Tsui Kwok Man Lee Yuen Wah | 4:09.58  | Italia Giorgia Indelicato Elisabetta Tieghi Francesco Borsani Matteo Brunengo Andrea Lenzi                                                                                                  | 4:30.37  | Russia Iulia Zhdanova Olga Orlova Boris Maximov Gennady Mikhaylov Irina Kostyukhina | 5:00.28  |
| LTAMx4+           | Canada Anthony Theriault Meghan Montgomery Victoria Nolan David Blair Laura Comeau | 3:36.53  | Gran Bretagna Kelsie Gibson Ryan Chamberlain James Roe Katherine Jones Rhiannon Jones | 3:37.08  | Germania Christiane Quirin Michael Schulz Martin Lossau Anke Molkenthin Katrin Splitt | 3:39.65  |